# Sigmophora spenceri
Sigmophora spenceri är en stekelart som först beskrevs av Girault 1915.  Sigmophora spenceri ingår i släktet Sigmophora och familjen finglanssteklar. Inga underarter finns listade i Catalogue of Life.